# Madone Dudley
La Madone Dudley est un tableau du peintre italien Giovanni Bellini réalisé vers 1509-1511. Cette huile sur bois est une Vierge à l'Enfant devant un paysage qui devient montagneux dans le lointain. Elle est conservée au sein d'une collection privée.